# Chandossel
Chandossel (Tsandossi  en patois fribourgeois) est une localité et une ancienne commune suisse du canton de Fribourg, située dans le district du Lac.

## Histoire
Une partie du village de Chandossel fut propriété des Praroman au XVe et au XVIe siècle. Fribourg obtient la souveraineté sur l'ancienne commune en 1536 et la rattacha aux Anciennes Terres. District d'Avenches en 1798, préfecture de Fribourg de 1803 à 1848. Chandossel fit partie de la paroisse de Faoug avant la Réforme, puis de celle de Villarepos. Hermann de Cressier y fonda la chartreuse du Val de la Paix aux environs de 1327, supprimée vers 1333 déjà. L'ancienne commune date de 1831, la maison communale a été construite peu avant 1853.
En 1983, Chandossel fusionne avec sa voisine et ne forme plus qu'une seule commune avec Villarepos. Celle-ci va à son tour fusionner en 2017 avec Barberêche, Courtepin et Wallenried pour former la nouvelle commune de Courtepin.

## Patrimoine bâti
La chapelle de Chandossel est dédiée à Saint-Sébastien. Elle a été bâtie à la suite de la peste de 1611.

## Démographie
Chandossel comptait 95 habitants en 1811, 173 en 1888, 135 en 1930, 70 en 1982.